# Balanites aegyptiaca
Balanites aegyptiaca is een boomsoort uit het geslacht Balanites, behorend tot de familie Zygophyllaceae. De boom komt voor in Afrika en in delen van het Midden-Oosten.
Er zijn veel verschillende benamingen voor deze boom. In de Engelse taal staan de vruchten van de boom bekend als desert dates en de boom als soapberry-tree. In het Arabisch staat de soort bekend als lalob, hidjihi, inteishit of heglig, in de Hausa-taal als aduwa, in Swahili als mchunju en in het Amhaars als bedena.